# Klaipėda
Pour les articles homonymes, voir Memel (homonymie).
Klaipėda (en allemand : Memel) est une ville de 187 316 habitants et le principal port de mer lituanien. Klaipėda est la troisième ville de Lituanie après Vilnius et Kaunas.
Ancienne ville hanséatique, connue sous le nom allemand de Memel, la ville a longtemps été disputée entre le royaume de Lituanie et les chevaliers Teutoniques. La paix du lac de Melno en 1422 fixe les frontières du duché de Prusse et de la Lituanie ; Memel restera en Prusse jusqu'à la défaite allemande à la suite de la Première Guerre mondiale.

## Étymologie
La ville est d'abord mentionnée comme Caloypede dans une lettre de Vytautas en 1413, et, dans des documents de négociation de 1420, la ville est nommée Klawppeda. Dans le traité de Melno de 1422, le nom de la ville est mentionné comme Cleupeda. Selon l'étymologie populaire samogitienne, le nom Klaipėda fait référence au terrain marécageux de la ville (klaidyti=obstacle, collant et pėda=pied). Il est plus probable que le nom soit d'origine curonienne et signifie « terrain plat » et provienne d'une combinaison de « klais/klait » (plat, ouvert, libre) et de « peda » (plante du pied, sol), en référence au terrain relativement plat des environs.

## Géographie
Klaipėda est située à 120 km de Kaliningrad et à 290 km de Vilnius. La ville se trouve à proximité du delta du Niémen, à l'extrémité nord de l'isthme de Courlande dont il est séparé par une passe maritime, le détroit de Memel. Non loin de là, sur la côte de la mer Baltique, les stations balnéaires de Neringa et Palanga sont très appréciées des Lituaniens. Klaipėda est reliée par ferry (bac) à la Suède, au Danemark et à l'Allemagne et au réseau ferroviaire par sa gare.

### Le Canal Guillaume
En 1863, débute le creusement d'un canal long de 24 km qui relie la rivière Minija, affluent du Niémen, au port de Memel afin d'éviter le transit par la lagune de Courlande. Il est baptisé Canal Guillaume (en lituanien : Vilhelmo kanalas) en l'honneur du roi Guillaume Ier de Prusse et sa construction s'achève en 1873. De 1871 à 1873, sont réquisitionnés 690 prisonniers de guerre français qui participent au creusement de la partie terminale du canal. Il est aujourd'hui appelé canal de Klaipėda (Klaipėdos kanalas).

## Histoire
Après la dernière période glaciaire, la région fut influencée par la culture préhistorique de Hambourg et du Swidérien qui s'est développée d'environ 11 000 à 9 000 av. J.-C. Les temps d'environ 5 000 à 2 000 av. J.-C. sont marqués par la culture de Narva. À partir de 2 500 av. J.-C., des tribus baltes s'y installent.

### Sous l'ordre Teutonique

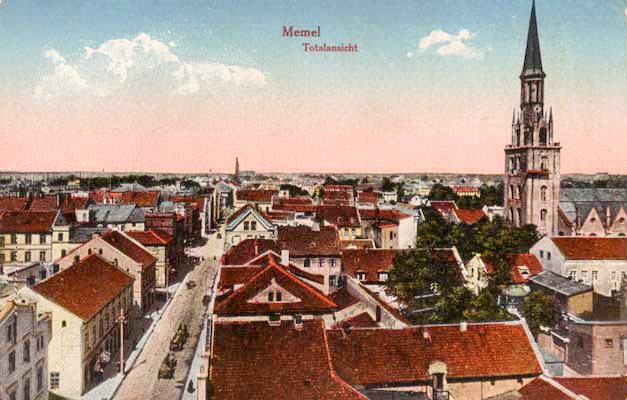
Klaipėda au début du XXe siècle, la ville était alors connue sous le nom de Memel

Au début du XIIIe siècle, la côte de la lagune de Courlande, face à l'extrémité nord de la flèche curonienne, était le site d'un château fort des Coures qui, à la suite de la conquête des régions baltes, fut occupé par les chevaliers Porte-Glaive. Dès 1252, le château de Klaipėda (Memelburg) fut construit sur l'embouchure de la Dane par l'ordre Livonien ; la colonie au-dessous de la forteresse a été fondée par des commerçants originaire de Dortmund en Westphalie. La ville de Memel reçoit en 1258 ses privilèges de cité, selon le droit de Lübeck, privilèges confirmés selon le droit de Culm à la fin du XVe siècle. La ville et le château faisaient partie des territoires prussiens au sein de l'État monastique des chevaliers Teutoniques.
Les citoyens de Memel commercent avec la Hanse. C'est une ville de population allemande qui marque la frontière avec les populations baltes. En même temps, le grand-duché de Lituanie au nord-est a résisté à l'avance de forces de l'ordre Teutonique et est devenu une véritable puissance régionale sous le règne de Ladislas II Jagellon qui en 1386 se maria à Hedwige d'Anjou, héritière du royaume de Pologne, et fonda l'Union polono-lituanienne. Durant la guerre polono-lituano-teutonique, la ville a été totalement incendiée et mise à sac plusieurs fois. Après la victoire de la république des Deux Nations à la bataille de Grunwald et la conclusion de la paix de Toruń en 1411, le pouvoir de l'Ordre va s'affaiblir et sous le poids de contributions les États se regroupent en une Ligue de Prusse. En 1422, la paix du lac de Melno fixa la frontière entre la « Petite Lituanie » au sein des territoires prussiens de l'État teutonique et la Samogitie intégrée au grand-duché de Lituanie – un accord qui était en vigueur jusqu'au XXe siècle. Dans cet acte, le nom balte de Cleupeda est mentionné pour la première fois.

### Gouvernement prussien
En 1525, la ville adhère à la Réforme protestante et au duché de Prusse qui prend la suite de l'Ordre teutonique dissous sous l'ancien grand maître Albert de Hohenzollern. Les siècles suivants constituent pour la ville une période de prospérité, interrompue par l'occupation suédoise à la suite du traité d'Altmark signé en 1629 et par la guerre de Scanie entre 1675 et 1679. Depuis l'arrivée au gouvernement de l'électeur Georges-Guillaume Ier en 1619, Memel faisait partie de l'union personnelle de Brandebourg-Prusse. Cette union devient réelle en 1701, lorsque l'électeur Frédéric III est couronné premier roi en Prusse à Königsberg. Memel continue de faire partie du royaume de Prusse, hormis quelques années d'occupation par la Russie, notamment la prise de la ville en 1757 par le général Fermor, pendant la guerre de Sept Ans.
Après l'occupation russe, l'économie de Memel s'est redressée ; elle se basait en particulier sur l'industrie du bois utilisé pour la construction navale. Pendant la guerre de la quatrième coalition, en janvier 1807, le roi Frédéric-Guillaume III a dû fuir Berlin et transféra sa résidence à la mairie de Memel jusqu'en janvier 1808. De 1818 à 1920, Memel est le chef-lieu de l'arrondissement de Memel. Avec la province de Prusse, la ville a été intégrée à l'Empire allemand en 1871.

### Le Territoire de Memel

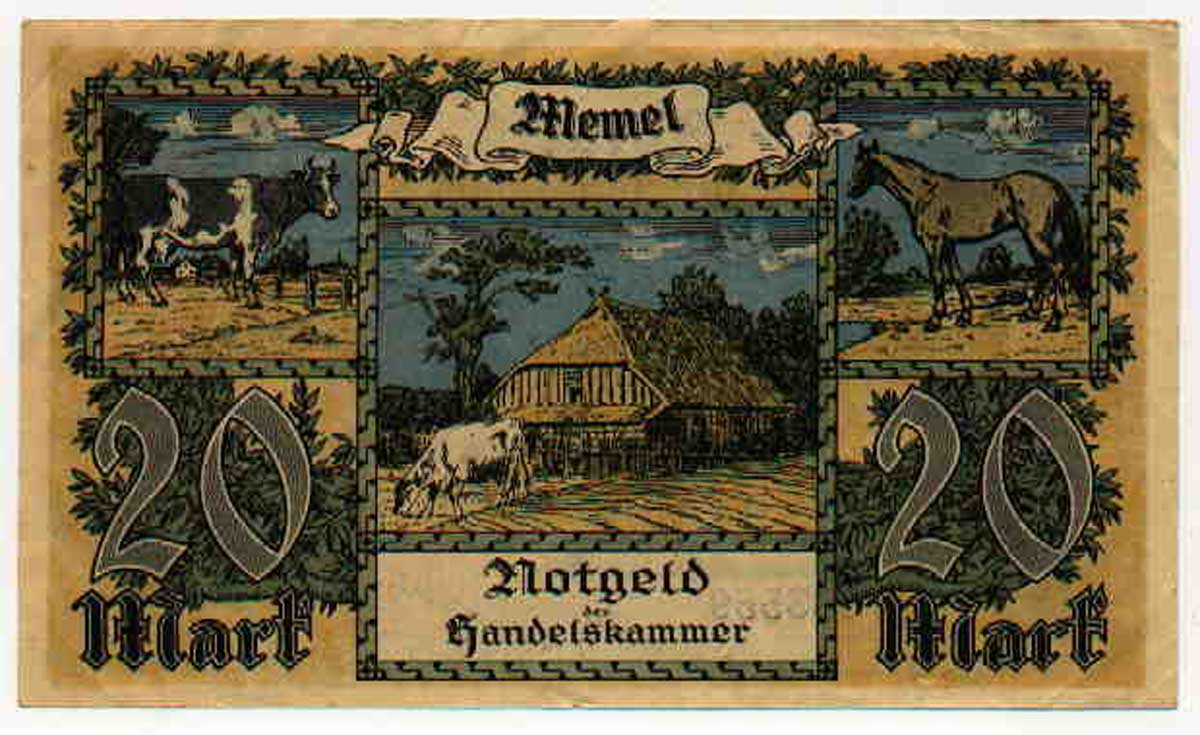
Memel, billet de 20 mark émis en 1922

Carte de la région en 1939

L'article 99 du traité de Versailles prévoyait que la ville, de population allemande et à 95 % luthérienne, mais ayant un débouché sur la mer et convoitée par la nouvelle Lituanie, devienne un territoire autonome, sous protectorat français, alors que la Lituanie entrait dans la mouvance économique libérale.
Le 15 février 1920, un administrateur délégué français, le général Dominique Odry (de) (1865-1962) reçoit les pouvoirs du commissaire allemand, le comte Lambsdorff, et le 21e bataillon de chasseurs à pied s'installe afin d’assurer le maintien de l’ordre. L’état-major et la majeure partie du bataillon s’installent à Memel.
Le 15 janvier 1923, l'armée française abandonne la ville devant une attaque de l'armée lituanienne (Révolte de Klaipėda), appelée à la rescousse par des milices lituaniennes de Memel qui craignaient l'évolution du territoire vers un État libre comme à Dantzig. L'Allemagne soutient tacitement l'action. Memel est alors annexée à la Lituanie, avec l'aval résigné de la Conférence des ambassadeurs, le 16 février 1923. 
Le 19 octobre 1925, les premières élections dans le territoire autonome voient la victoire des partis autonomistes germanophiles qui décrochent vingt-quatre des vingt-neuf sièges. Des élections se tiennent par la suite à Memel, notamment en 1932 et 1935, avec à peu près le même résultat à chaque scrutin. Les communistes allemands proches du KPD obtiennent 3 sièges en 1932, et les sociaux-démocrates 2 sièges en 1932.
Le 11 décembre 1938, la liste unique allemande, pro-nazie, obtient 87,2 % des voix aux élections territoriales.

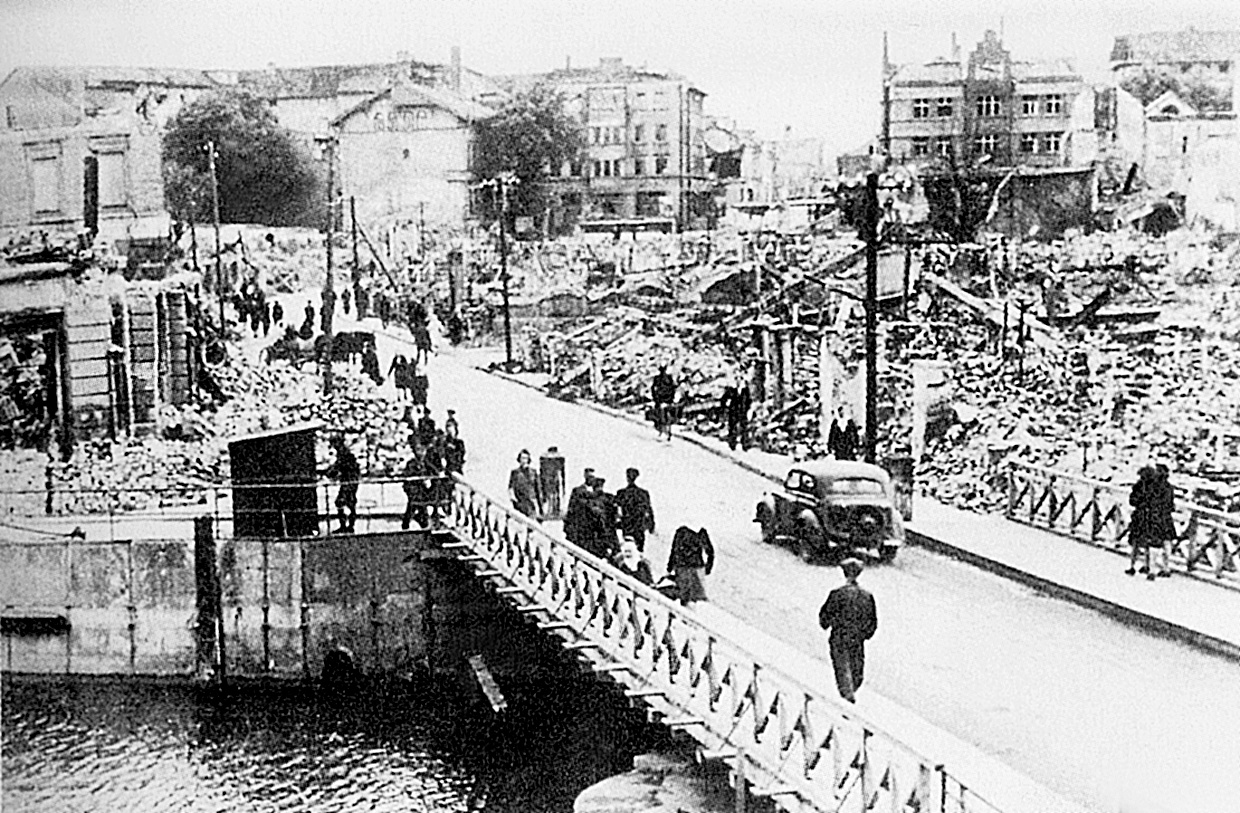
Ruines du centre-ville, lors de la Seconde Guerre mondiale, en janvier 1945

Le 22 mars 1939, la ville est annexée par le Troisième Reich : après un ultimatum allemand, le gouvernement lituanien est alors forcé de signer un traité restituant Memel à l'Allemagne.
Prise en 1945 par l'Armée rouge après la bataille de Memel, les habitants qui n'ont pas fui la ville (une cinquantaine) sont massacrés. La ville est intégrée plus tard à la république socialiste soviétique de Lituanie sous le nom de Klaipėda. Un récit détaillé des combats dans la ville forme un chapitre entier du livre autobiographique Le Soldat oublié de Guy Sajer.

## Démographie

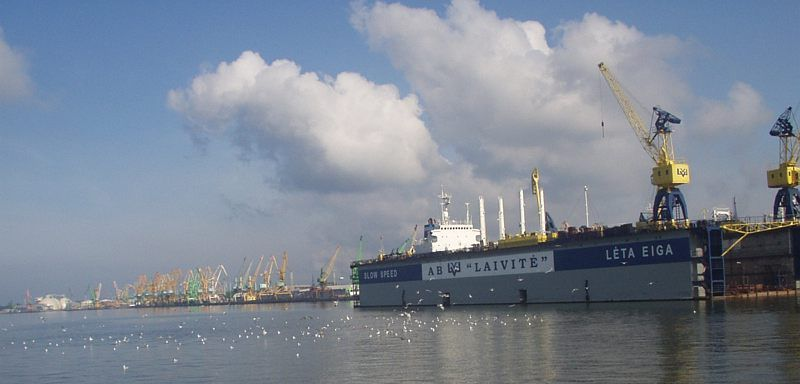
Port de Klaipėda.

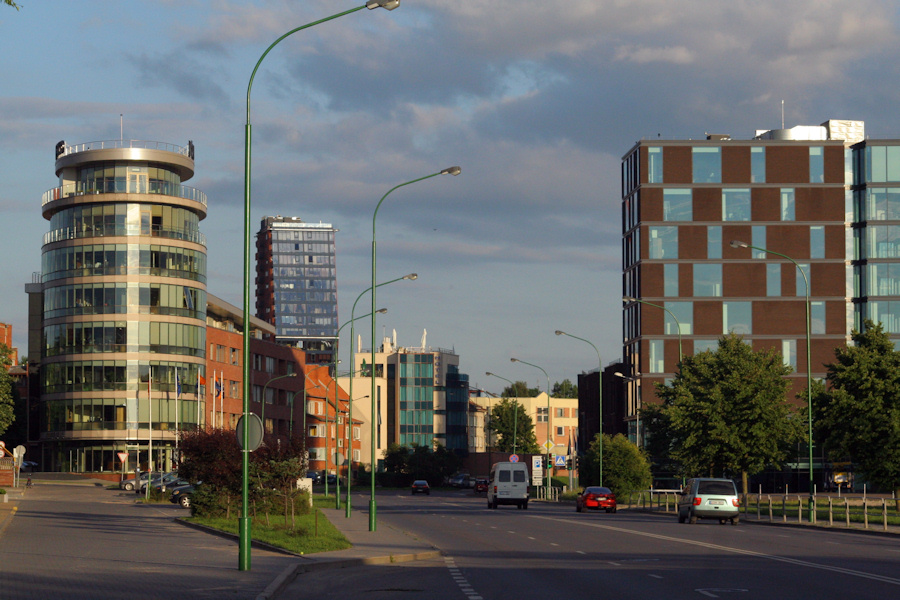
Immeubles modernes de Klaipėda.

La population du territoire de Memel est de 136 366 habitants en 1925, dont 59 337 Allemands, 38 404 Memelliens germanophones et 37 625 Lituaniens.
En 1934, le territoire comporte 149 273 habitants, dont 34 253 pour la ville de Memel.
Lors de l'annexion par l'Allemagne nazie en 1939, 12 000 Lituaniens et 9 000 Juifs se réfugient en Lituanie.
Depuis l'indépendance de 1991, la population de la ville évolue beaucoup : 202 900 en 1989, 207 100 en 1992, 194 400 en 2002, 157 350 en 2014.

## Jumelages
La ville de Klaipėda est jumelée avec :
- Tcherepovets (Russie) depuis 1992
- Cleveland (États-Unis) depuis 1992
- Debrecen (Hongrie) depuis 1989
- Gdynia (Pologne) depuis 1993
- Kaliningrad (Russie) depuis 1993
- Karlskrona (Suède) depuis 1989
- Kotka (Finlande) depuis 1994
- Køge (Danemark) depuis 1995
- Kuji (Japon) depuis 1989
- Leipzig (Allemagne) depuis 2003
- Liepāja (Lettonie)
- Lübeck (Allemagne) depuis 1990
- Mannheim (Allemagne) depuis 2002
- Moguilev (Biélorussie) depuis 1997
- North Tyneside (Royaume-Uni) depuis 1995
- Odessa (Ukraine) depuis 2002
- Qingdao (Chine)
- Rügen (Allemagne) depuis 1993
- Szczecin (Pologne) depuis 2002

## Célébrités locales
- Simon Dach (1605-1659), poète
- Jacques Égide du Han (1695-1746) y vécut en exil de 1730 à 1732
- Michael Wohlfahrt (en) (1687-1741), pasteur américain
- David Wilkins (1685-1745), orientaliste prussien
- Friedrich Wilhelm Argelander (1799-1875), astronome
- Bertha Schrader (1845-1920), peintre, lithographe et graveuse sur bois
- Heinrich Hoeftman (1851-1917), médecin allemand, pionnier de l'orthopédie allemande moderne
- George Adomeit (de) (1879-1967), peintre américain
- Charlotte Susa (1898-1976), actrice.
- Werner Wolff (1922-1945), officier allemand lors de la Seconde Guerre mondiale
- Hans Henning Atrott (né en 1944), philosophe allemand
- Tomas Danilevičius (né en 1978), joueur de football
- Arvydas Macijauskas (né en 1980), joueur de basket-ball